# Carlos Boismené
Carlos Boismené (6 aprile 1938 – 11 agosto 2017) è stato un allenatore di pallacanestro argentino.

## Carriera
Ha guidato l'Argentina ai Campionati del mondo del 1990, ai Campionati sudamericani del 1991 e ai Giochi panamericani de L'Avana 1991.